# بل ایگل ای
بل ایگل ای (به انگلیسی: Bell Eagle Eye) یک بالگرد ساختِ کارخانهٔ بل هلیکوپتر در کشور ایالات متحده آمریکا و کانادا است. این بالگرد برای نخستین بار در ۶ مارس ۱۹۹۸ میلادی مورد استفاده قرار گرفت.